# Blepharucha
Blepharucha is een geslacht van vlinders van de familie van de grasmotten (Crambidae), uit de onderfamilie van de Odontiinae. De wetenschappelijke naam van dit geslacht is voor het eerst voorgesteld door William Warren in een publicatie uit 1892.
Dit geslacht is monotypisch, dat wil zeggen dat het maar één soort heeft namelijk Blepharucha zaide (Stoll, 1790) uit Zuidelijk Afrika.